# Giuseppe O. Longo
Giuseppe O. Longo (Forlì, 2 marzo 1941) è un informatico e scrittore italiano.
Cibernetico, teorico dell'informazione, epistemologo, divulgatore scientifico, scrittore, attore e traduttore. Docente all'Università di Trieste, ha introdotto la teoria dell'informazione nel panorama scientifico italiano (Teoria dell'informazione, Boringhieri, 1980).
Si interessa alla comunicazione in tutte le sue forme, e si occupa attivamente delle conseguenze sociali dello sviluppo tecnico e scientifico (Il nuovo Golem, Laterza, 1998; Homo technologicus, Meltemi, 2001; Il simbionte, Meltemi, 2003); cruciale è la figura del "simbionte", vale a dire dell'uomo integrato dalle sue "protesi" tecnologiche e inserito nella rete telematica.
È uno dei più importanti traduttori scientifici, avendo fatto conoscere, in Italia, le opere di studiosi quali Bateson (sue tutte le traduzioni italiane presso Adelphi), Hofstadter, Dennett, Eibl-Eibesfeld, Einstein, Minsky (per la traduzione di La società della mente ha ricevuto nel 1991 il Premio nazionale Monselice). Ha tradotto numerosi articoli dall'inglese, dal tedesco e dal francese per "Le Scienze" e per "Technology Review".

## Biografia
Nasce a Forlì nel 1941, vive a Trieste dal 1955.
A partire dal 1987 si dedica alla letteratura ed è autore di romanzi, saggi e opere teatrali. È docente per il corso di tecniche di scrittura al Master in comunicazione della scienza della SISSA (Scuola Internazionale Superiore di Studi Avanzati) di Trieste.

## Opere
Di alcune orme sopra la neve, è il romanzo d'esordio del quale è protagonista Enrico Hecker, un giovane scienziato che viene chiamato a lavorare in un Centro nel quale presto ogni cosa e ogni incontro assumono per lui la curvatura lieve e inquietante del sogno. Gli incontri con personaggi ambigui e con possibili messaggeri di salvezza scandiscono il suo tentativo di ridisegnare la mappa del Centro, che subito gli appare deformata da lievi ma decisivi errori. L'Amministratore tuttavia lo ammonisce che «la conoscenza porta in sé il germe della dissoluzione» (p. 177) se vuol disvelare gli enigmi fondativi e incommensurabili della materia e del tempo. Quando Enrico sembra aver completato il primo foglio della sua nuova mappa, quando sembra che manchi soltanto la prospezione di un sentiero secondario e per esso si incammina andando al di là del recinto che delimita il Centro, si smarrisce. La scrittura alta e pacata, sobria e tesa esprime la consapevolezza -borgesiana e scientifica- che «il vero smarrimento è questa perlustrazione compiuta e definitiva» (p. 233), è la compiutezza dell'essere stati.
Sono poi seguiti: L'acrobata, Einaudi, 1994; La gerarchia di Ackermann, Mobydick, 1998 (in francese per A la Croisée, 2004) e dei racconti, alcuni tradotti in tedesco, francese, inglese, portoghese e gaelico. La traduzione francese dell'Acrobata, pubblicata da Gallimard, ha ricevuto nel 1996 il premio Laure Bataillon per il miglior romanzo tradotto.
Tra i leitmotiv della sua opera letteraria sono l'insufficienza della scienza e l'impotenza dello scienziato di fronte ai dilemmi essenziali e ineludibili dell'esistenza umana. Emblematica è in questo senso la raccolta Il fuoco completo (Studio Tesi, 1986) nella quale l'estrema eleganza formale si coniuga a uno spessore filosofico che si interroga su temi quali la coscienza, la cibernetica, la condizione di gettatezza dell'umano, il tempo. «Colonizzare il tempo e dare agli uomini un'altra possibilità» (Il fuoco completo, p. 130) è per Longo il vero obiettivo di tutta la scienza informatica, di tutto l'enorme lavoro computazionale che da decenni ormai tecnici, scienziati, filosofi compiono. Comprendere il tempo sembra quindi il senso di quel Simbionte del quale Longo parla in molti dei suoi testi, un ibrido fra le macchine e l'essere umano del quale i computer e le Intelligenze Artificiali costituiscono una forma particolare. 
Ne Il nuovo Golem (Laterza 1998, quarta edizione 2003) l'Autore mostra come i computer stiano cambiando la nostra esistenza, specialmente attraverso la Rete telematica che avvolge il pianeta in un intreccio di informazione, comunicazione, vita: «un soggetto connettivo che si sta formando a guisa di un immenso formicaio» (p. 23), un soggetto che possiede molte qualità e potenzialità non solo di ulteriore espansione ma anche di miglioramento qualitativo. E tuttavia in esso non mancano certo gli aspetti problematici, a partire dalla riduzione del sapere e della ricerca alla frammentazione incoerente dei dati. Anche la dimensione democratica della Rete ha come effetto un intenso rumore che copre i contenuti significativi e potenzialmente liberatori con una massa indistinta di messaggi, tutti velocissimi, planetari, indistinti. Uno dei limiti di fondo dell'Intelligenza Artificiale (quanto meno di quella classica) è per Longo la sua dimensione disincarnata, la pretesa di fare a meno della corporeità. Credere di poter riprodurre l'intelligenza umana senza la conoscenza che il corpo ci dà del mondo in cui siamo immersi, si rivela del tutto illusorio. È il corpo, infatti, che garantisce non solo le reazioni immediate e istintive in vista della sopravvivenza (livello biologico) ma anche l'acquisizione, la conoscenza e la rielaborazione dei significati che diamo agli enti, alle situazioni e al tempo (livello culturale). Il fallimento tanto clamoroso quanto prevedibile dei tentativi di traduzione automatica ha come causa la complessità semantica del parlato umano poiché «un testo, ogni testo, è radicato nel mondo e tradurre un testo significa tradurre il mondo (o almeno un pezzo di mondo)» (p. 68). 
Il tema della traduzione è ripreso in alcuni saggi apparsi sulle riviste Prometeo (2006) e Mondo digitale (2009). L'intelligenza, infatti, è qualcosa di sistemico, perché il singolo neurone non pensa e neppure l'insieme dei neuroni lo fa ma a pensare è il complesso formato dai neuroni, dal cervello, dal corpo e dal mondo in cui neuroni, cervelli e corpi vivono e interagiscono.
Fra le sue opere più recenti Il senso e la narrazione Springer Italia, 2008, in cui l'unità-complessità della persona viene ricostruita a partire dall'interazione con la complessità-unità del mondo. Vi si sostiene che anche le scienze sono forme dell'interpretazione. Il luogo da cui esse germinano è infatti il soggetto nelle sue relazioni storiche, concettuali, professionali, economiche. Longo non dubita della fecondità di risultati e della potenza euristica del metodo galileiano ma sostiene che al di là degli ambiti e degli enti che le scienze quantitative sono in grado di cogliere e spiegare, c'è il mondo qualitativo dei soggetti, delle sensazioni, delle passioni e delle storie. Un mondo che il linguaggio matematico è per sua stessa definizione impossibilitato a indagare e sul quale quindi sono altri i linguaggi che possono far luce, mondi che vivono di tempo e che solo il narrare può quindi spiegare. Il simbionte si rivela dunque come una metafora dell'orizzonte nel quale l'umano si inscrive, oggi. Un orizzonte caratterizzato dalla profonda ibridazione tra l'umano e i dispositivi da esso scaturiti e che lo plasmano: «come l'uomo fa la tecnologia, così la tecnologia fa l'uomo. Molte delle capacità del simbionte uomo-computer, per esempio, erano affatto imprevedibili e non è improprio dire che l'unità cognitiva “uomo-col-computer” è essenzialmente diversa dell'unità cognitiva “uomo-senza-computer”» (p. 173).
L'opera e l'attività di Longo si pongono alla confluenza di letteratura, scienze, filosofia e intendono oltrepassare gli specialismi coniugando il rigore della ricerca con la cura per la sua espressione scritta. Si inserisce in tale obiettivo il corso di tecniche di scrittura che lo studioso tiene al Master in comunicazione della scienza della SISSA (Scuola Internazionale Superiore di Studi Avanzati) di Trieste.
Una visione olistica della natura e del posto che l'umano occupa in essa costituisce tuttora il vasto ambito di ricerca di questo narratore-scienziato.

## Il teatro
Longo si è dedicato anche al teatro (Il cervello nudo, andato in scena nel 1999, Lo spinato dev'essere grande nel 2001, Ma che Australia d'Egitto nel 2006, e il ciclo Le orme del sapere, quattro drammi di teatro-scienza su Lucrezio, Pascal, Babbage e Einstein presentati in anteprima alla Triennale di Milano del 2007, e oltre una ventina di radiodrammi). 
Nel dicembre 2007 ha messo in scena a Trento il dramma “Il mandarino di Dio”, dedicato alla figura del gesuita Martino Martini. Nella primavera 2008 ha portato sulla scena a Trieste il dialogo “Un trapianto molto particolare” con Maria Grazia Plos e Maurizio Zacchigna, regia di Francesco Macedonio, replicato nel marzo 2009.

## Pubblicazioni
- Il fuoco completo (Studio Tesi, 1986, II ed. Mobydick, 2000)
- Di alcune orme sopra la neve, (Campanotto, 1990, II ed. Mobydick, 2007)
- L'acrobata, Einaudi, 1994
- La gerarchia di Ackermann, Mobydick, 1998; in francese per A la Croisée, 2004)
- Il nuovo Golem (Laterza 1998, quarta edizione 2003)
- Il senso e la narrazione Springer Italia, 2008

## Riconoscimenti
- Nel 1997, con l'opera Congetture sull'inferno, è stato finalista al Premio Bergamo[1].